# Emil Vedel

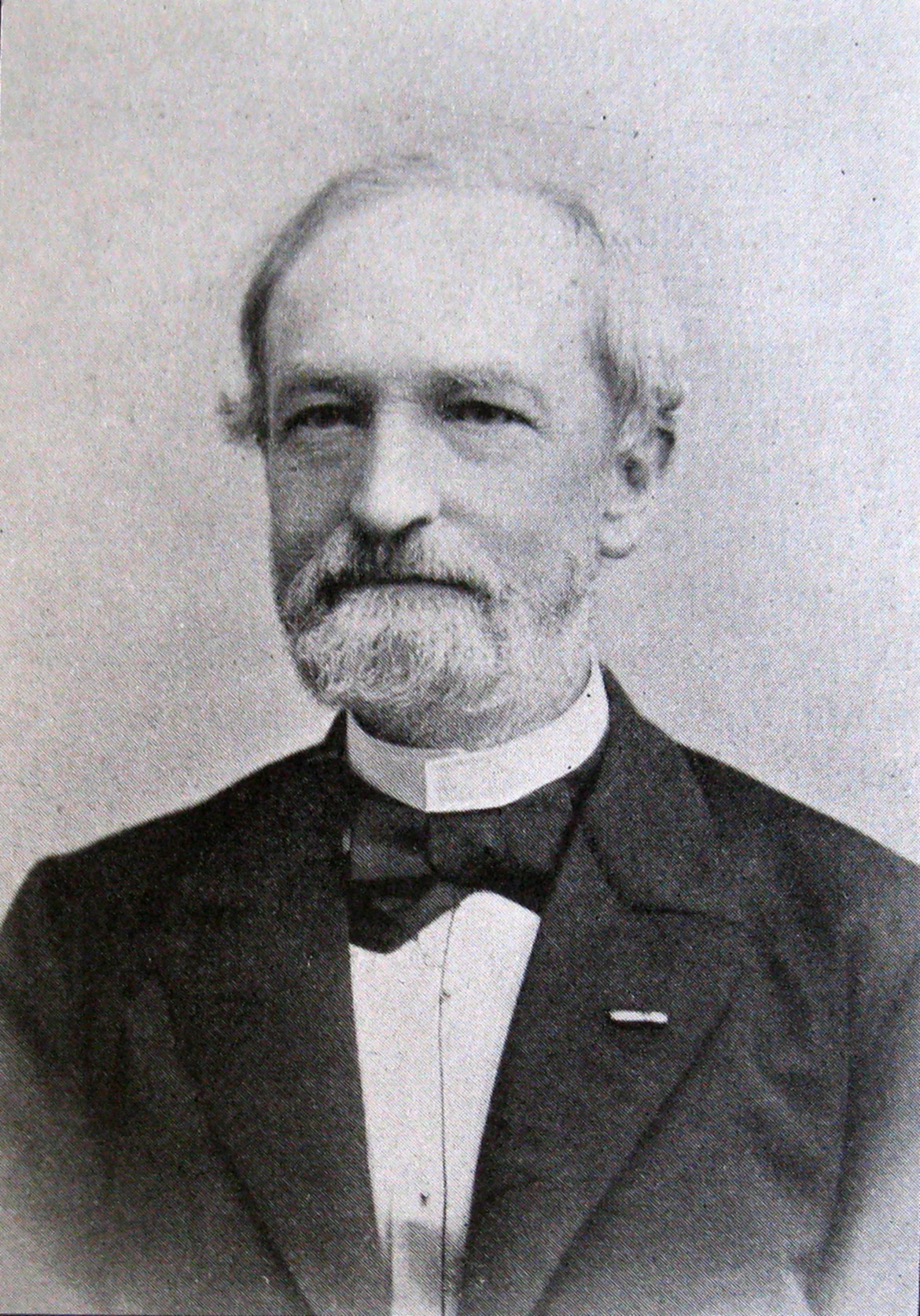
Emil Vedel 1909.

Emil Vedel, född den 30 augusti 1824 i Nørre Søby, död den 24 maj 1909 i Sorø, var en dansk ämbetsman och fornforskare.
Vedel blev juris kandidat 1846 och medlem av appellationsdomstolen i Flensborg 1854. Han var 1856–1864 departementschef i ministeriet för Slesvig och amtman på Bornholm 1866–1871 och i Sorø amt 1871–1902. På Bornholm började Vedel 1868 planmässiga utgrävningar, särskildt av "brandpletterne" från äldre järnåldern, vilka han under en lång tid fortsatte, och gjorde därvid inte endast en mängd fynd av fornsaker, utan även nya och viktiga rön. Dessa offentliggjordes i Aarbøger for nordisk Oldkyndighed og Historie och sammanfördes i Bornholms Oldtidsminder og Oldsager (1886), vartill 1899 fogades ett tillägg om senare forskningar, och 1905 skrev han Oversigt over den danske Literatur om Nordens forhistoriske Arkæologi indtil og med Aaret 1904.